# Frank Converse
Frank Converse (Saint Louis (Missouri), 22 mei 1938) is een Amerikaans televisie- en theateracteur.

## Biografie
Converse heeft gestudeerd aan het Carnegie Mellon University in Pittsburgh en haalde daar zijn Bachelor of Fine Arts in drama. 
Converse begon in 1966 met acteren in de televisieserie The Trials of O'Brien. Hierna heeft hij nog meerdere rollen gespeeld in televisieseries en films zoals N.Y.P.D. (1967-1969), Movin' On (1974-1976), Spring Fever (1982), One Life to Live (1984-1987), As the World Turns (1992-1993) en Law & Order (1991-2008). 
Converse heeft ook in het theater geacteerd op Broadway als op off-Broadway in meerdere toneelstukken.
Converse is in het verleden getrouwd geweest en heeft hieruit twee kinderen. In 1982 is hij getrouwd met Maureen Anderman en zij hebben samen ook twee kinderen.

## Filmografie

### Films
Uitgezonderd korte films.
- 2003 Our Town – als dr. Gibbs
- 1992 Primary Motive – als John Eastham
- 1991 Brother Future – als Cooper
- 1990 Voices Within: The Lives of Truddi Chase – als Peter Morgan
- 1990 Everybody Wins – als Charley Haggerty
- 1988 Alone in the Neon Jungle – als John Hamilton
- 1988 Home at Last – als Nils Anderson
- 1987 Uncle Tom's Cabin – als handelaar
- 1987 Anne of Green Gables: The Sequel – als Morgan Harris
- 1986 Solarbabies – als Greentree
- 1982 Spring Fever – als Lewis Berryman
- 1981 See China and Die – als Tom Hackman
- 1981 The Bushido Blade – als kapitein Lawrence Hawk
- 1981 The Miracle of Kathy Miller – als Larry Miller
- 1981 Guests of the Nation – als Barney Callahan
- 1980 Marilyn: The Untold Story – als Joe DiMaggio
- 1980 The Pilot – als Jim Cochran
- 1979 Steeletown – als Modge Modgelewsky
- 1978 Sergeant Matlovich vs. the U.S. Air Force – als kapitein Larsen Jaenicke
- 1978 Cruise Into Terror – als Matt Lazarus
- 1977 Killer on Board – als dr. Paul Jeffries
- 1973 Stat! – als dr. Ben Voorhees
- 1973 Chelsea D.H.O. – als dr. Sam Delaney
- 1972 The Shadow of a Gunman – als Donal Davoren
- 1972 The Rowdyman – als Andrew Scott
- 1971 A Tattered Web – als Steve Butler
- 1971 Dr. Cook's Garden – als Jimmy Tennyson
- 1967 Hour of the Gun – als Marshal Virgil Earp
- 1967 Hurry Sundown – als Clem De Lavery

### Televisieseries
Uitgezonderd eenmalige gastrollen.
- 1998 The Practice – als dr. Jordan – 2 afl.
- 1992 – 1993 As the World Turns – as Ned Simon - 8 afl.
- 1989 Dolphin Cove – als Michael Larson – 8 afl.
- 1984 – 1987 One Life to Live – als Harry O'Neill - 5 afl.
- 1983 The Family Tree – als Kevin Nichols - 6 afl.
- 1977 Quincy, M.E. – als Dr. Larry Pines – 2 afl.
- 1974 – 1976 Movin' On – als Will Chandler – 46 afl.
- 1967 – 1969 N.Y.P.D. – als Detective Johnny Corso – 49 afl.
- 1967 Coronet Blue – als Michael Alden – 11 afl.

## Theaterwerk

### Broadway
- 2002 – 2003 Our Town – als dr. Gibbs
- 1988 A Streetcar Named Desire – als Harold Mitchell
- 1984 – 1985 Design For Living – als Otto
- 1983 Brothers – als Harry
- 1980 – 1981 The Philadelphia Story – als C.K. Dexter Haven
- 1966 First One Asleep, Whistle – als David

### Off-Broadway
- 2007 Our Town
- 2000 South Pacific
- 1971 House of Blue Leaves

- Biblioteca Nacional de España: XX1536870
- Bibliothèque nationale de France: cb14166208w (data)
- Gemeinsame Normdatei: 1033668028
- International Standard Name Identifier: 0000 0000 7824 8963
- Library of Congress Control Number: nr2001047993
- Nationale Bibliotheek van Letland: 000345647
- Nationale Bibliotheek van Israël: 987007322182105171
- SNAC: w6vz43x3
- Virtual International Authority File: 59293427
- WorldCat: E39PBJy4dqkqp7DkT69RxJfDv3